# 兴宁机场
興寧机场是一個中國军用機場，位於廣東省梅州市興寧市。
兴宁机场始建于1955年，1979年改为军民两用机场，由中国民航广州局（南航前身）用安-24型开设兴宁至广州的支线航班。1987年梅县机场建成后，兴宁机场逐渐恢复成为军用机场。

## 航點
24°09′23″N 115°45′14″E / 24.156485°N 115.753891°E